# Cheng Pu
Cheng Pu (chinesisch 程普, Pinyin Chéng Pǔ; * 2. Jahrhundert; † 3. Jahrhundert) war ein General der Wu-Dynastie unter Sun Jian, Sun Ce und Sun Quan während der Zeit der Drei Reiche im alten China.
Cheng Pu diente drei Herrschern der Sun-Familie als General und war berühmt für seinen Umgang mit dem Schlangenspeer. Als Sun Jian sich der Koalition gegen Dong Zhuo anschloss und Hua Xiong an der Furt des Si-Flusses angriff, deckte Cheng Pu seine Flanke und ermöglichte es ihm so, die Furt zu nehmen und als Erster am Tong-Tor, vor Dong Zhuos Feste, anzukommen.
Später unternahm Sun Jian einen Angriff auf Liu Biao, bei dem Cheng Pu die Offensive übernahm. Nachdem Sun Jian in die Falle von Liu Biaos Offizier Lu Gong getappt und umgekommen war, rächte ihn Cheng Pu und tötete Lu Gong. Von nun an dienten er und andere altgediente Generäle wie Huang Gai Sun Jians Sohn Sun Ce.
Bei der Eroberung des Wu-Territoriums besiegte Cheng Pu die Provinzfürsten Liu Yong, Wang Lan und Yan Bai Hu und ermöglichte die Gefangennahme des Generals Taishi Ci, der von nun an den Wu diente.
Nach dem Tode Sun Ces beteiligte sich Cheng Pu an der Kampagne gegen Xiakou und half dem General Gan Ning gegen Huang Zu. Als Cao Cao nach Süden zog, schnitt ihm Cheng Pu den Weg ab und hielt ihn auf.
209 wurde er zum Großverwalter von Jiangxia ernannt.
Sun Quan ernannte ihn 210 zum Zweiten General unter dem Kommando von Zhou Yu, um sich Cao Cao entgegenzustellen. Nachdem Zhou Yu gefallen war, besiegte Cheng Pu den Wei-General Cao Ren. Später half er bei der Rückeroberung der Jing-Provinz von Liu Bei. Bei der Schlacht in Hefei kämpfte Cheng Pu an vorderster Front und besiegte den Wei-General Zhang Liao.
213 startete er einen Feldzug gegen die Banditen in Jiangxia, wo später einmal auch sein Grabmonument aufgestellt wurde.
| Personendaten    | Personendaten                        |
| ---------------- | ------------------------------------ |
| NAME             | Cheng Pu                             |
| ALTERNATIVNAMEN  | 程普 (chinesisch); Chéng Pǔ (Pinyin) |
| KURZBESCHREIBUNG | General der Wu-Dynastie              |
| GEBURTSDATUM     | 2. Jahrhundert                       |
| GEBURTSORT       | China                                |
| STERBEDATUM      | 3. Jahrhundert                       |
| STERBEORT        | China                                |